# Jean-Claude Gallouin
Jean-Claude Gallouin, né à Marseille le 22 octobre 1935 et mort à Paris le 1er octobre 2010,, est un chef décorateur français.

## Biographie
Peu après sa sortie des Beaux-Arts de Paris, il s'oriente vers le cinéma et le théâtre comme chef décorateur.

## Filmographie
- 1970 : Le Temps de mourir d'André Farwagi
- 1970 : Ils de Jean-Daniel Simon
- 1974 : Juliette et Juliette de Remo Forlani
- 1976 : Monsieur Albert de Jacques Renard
- 1976 : Silence... on tourne ! de Roger Coggio
- 1976 : Une femme à sa fenêtre[3] de Pierre Granier-Deferre
- 1980 : Pile ou Face de Robert Enrico
- 1981 : On n'est pas des anges... elles non plus de Michel Lang
- 1982 : Le Rose et le Blanc de Robert Pansard-Besson
- 1982 : Le Cadeau de Michel Lang[4]
- 1982 : Tête à claques de Francis Perrin
- 1983 : L'été meurtrier de Jean Becker
- 1983 : La Scarlatine de Gabriel Aghion
- 1984 : Le Joli Cœur de Francis Perrin
- 1984 : Le Juge de Philippe Lefebvre
- 1984 : Train d'enfer de Roger Hanin
- 1985 : Profs de Patrick Schulmann
- 1986 : Zone rouge de Robert Enrico
- 1987 : Le Solitaire de Jacques Deray
- 1987 : Maladie d'amour de Jacques Deray
- 1989 : La Révolution française de Robert Enrico
- 1991 : La Neige et le Feu de Claude Pinoteau
- 1995 : Le Petit Garçon de Pierre Granier-Deferre

## Théâtre
- 1993 : Le Dîner de cons[5]
- 2002 : Panique au Plazza[6]